# Véra Clouzot
Véra Gibson-Amado, được gọi là Véra Clouzot, (30 tháng 12 năm 1913)   - 15 tháng 12 năm 1960) là một nữ diễn viên và nhà biên kịch phim người Brazil - Pháp. Cô được biết đến với vai Linda trong The Wages of Fear (1953), Christina Delassalle trong Les Diaboliques (1955) và Lucie trong Les Espions (1957). Clouzot cũng đồng viết kịch bản cho La Vérité (1960). Chồng của cô, đạo diễn Henri-Georges Clouzot, đã đặt tên cho công ty sản xuất của mình theo tên của cô, Véra Films.

## Tuổi thơ
Clouzot được sinh ra với tên khai sinh Véra Gibson-Amado tại Rio de Janeiro, Brazil, đến Alice do Rego Barros và Gilberto Amado, một nghị sĩ, nhà văn, nhà báo, luật sư và cựu Chủ tịch Ủy ban Luật pháp Quốc tế của Liên Hợp Quốc. Nhà văn Jorge Amado là anh em họ thứ hai của cô.
Năm 1941, Véra gặp nam diễn viên người Pháp Léo Lapara, một thành viên của công ty nhà hát Louis Jouvet, người đã lưu diễn ở Brazil trong Thế chiến II. Vera kết hôn với nam diễn viên, tham gia chuyến lưu diễn Nam Mỹ của công ty kéo dài gần bốn năm.

## Sự nghiệp tại Pháp
Sau Thế chiến II, Vera định cư ở Paris. Louis Jouvet tiếp quản sự chỉ đạo của Nhà hát Athenée, trong khi cô tiếp tục làm những vai nhỏ.
Véra đã gặp đạo diễn phim Henri-Georges Clouzot thông qua người chồng lúc đó của cô, Léo Lapara, người có những phần nhỏ trong Quai des Orfèvres (1947) và Return to Life (1949), trong phân đoạn của Clouzot, "Le Retour de Jean".
Véra làm trợ lý liên tục cho Clouzot trong phim Miquette (1950), và họ kết hôn vào năm 1950. Clouzot đặt tên cho công ty sản xuất của mình, Véra Films, theo tên vợ. Cô chỉ làm ba bộ phim, tất cả đều do chồng làm đạo diễn. Vai nữ duy nhất trong The Wages of Fear (1953), Linda, do Véra thủ vai. Clouzot đã viết vai trò đặc biệt cho vợ mình, vì nhân vật không tồn tại trong tiểu thuyết gốc. The Wages of Fear kể về một thị trấn Nam Mỹ nơi một nhóm người tuyệt vọng được cung cấp tiền để lái những chiếc xe tải chở nitroglycerin qua địa hình gồ ghề để dập lửa giếng dầu. The Wages of Fear là bộ phim có doanh thu cao thứ 4 ở Pháp vào năm 1953, và được gần 7 triệu khán giả đi xem.
Đáng chú ý nhất trong các bộ phim của Clouzot có Véra đóng vai là bộ phim kinh dị kinh điển, Les Diaboliques (1955), đóng chung với Simone Signoret. Cô cũng đóng vai chính trong Les Espions (1957), và đồng viết kịch bản cho bộ phim La Vérité (1960), cũng do chồng cô đạo diễn.